# Seznam ministrů bez portfeje Předlitavska
Toto je seznam ministrů bez portfeje Předlitavska, který obsahuje přehled všech členů vlád Předlitavska působících na tomto vládním postu po celé období existence tohoto státního útvaru, tedy od rakousko-uherského vyrovnání roku 1867 až do zániku Rakouska-Uherska v roce 1918.

## Typy ministrů bez portfeje
V předlitavských vládách existovalo několik typů ministrů bez portfeje. Od roku 1871 až do roku 1918 byli trvale součástí kabinetů ministři pro haličské záležitosti, tedy zástupci Haliče coby historické země s jistou mírou autonomie. V některých předlitavských vládách byli rovněž zastoupeni ministři-krajani, tedy členové vlády zastupující etnické skupiny v Předlitavsku, nejčastěji český ministr-krajan a německý ministr-krajan. Na rozdíl od ministrů pro haličské záležitosti ale nebyly jejich kompetence jasně vymezeny a šlo spíše o neformální funkci (tito ministři se také objevili jen v některých vládách). Kromě toho existovalo několik dalších ministrů bez portfeje s jiným vymezením jejich kompetencí.

### Ministři pro haličské záležitosti Předlitavska 1871–1918
| #  | Jméno                 | Fotografie | Strana           | Vláda                                                                                 | Funkční období                         | Poznámky |
| -- | --------------------- | ---------- | ---------------- | ------------------------------------------------------------------------------------- | -------------------------------------- | -------- |
| 1  | Kazimierz Grocholski  |            | Polský klub      | vláda Karla von Hohenwarta vláda Ludwiga von Holzgethana                              | 5. února 1871 – 22. listopadu 1871     |          |
| 2  | Florian Ziemiałkowski |            | Polský klub      | vláda Adolfa von Auersperga vláda Karla von Stremayra vláda Eduarda Taaffeho          | 21. dubna 1873 – 11. října 1888        |          |
| 3  | Filip Zaleski         |            | Polský klub      | vláda Eduarda Taaffeho                                                                | 11. října 1888 – 11. listopadu 1893    |          |
| 4  | Apolinary Jaworski    |            | Polský klub      | vláda Alfreda Windischgrätze vláda Ericha Kielmansegga                                | 12. listopadu 1893 – 30. září 1895     |          |
| 5  | Leo von Bilinski      |            | Polský klub      | vláda Kazimíra Badeniho                                                               | 2. října 1895 – ???                    | Správce. |
| 6  | Edward Rittner        |            |                  | vláda Kazimíra Badeniho                                                               | ??? – 28. listopadu 1897               |          |
| 7  | Hermann von Loebl     |            |                  | první vláda Paula Gautsche                                                            | 16. prosince 1897 – 5. března 1898     |          |
| 8  | Adam Jędrzejowicz     |            | Polský klub      | vláda Franze Thuna                                                                    | 7. března 1898 – 2. října 1899         |          |
| 9  | Kazimierz Chłędowski  |            |                  | vláda Manfreda Clary-Aldringena                                                       | 2. října 1899 – 18. ledna 1900         |          |
| 10 | Leonard Piętak        |            | Polský klub      | první vláda Ernesta von Koerbera druhá vláda Paula Gautsche vláda Konrada Hohenloheho | 19. ledna 1900 – 28. května 1906       |          |
| 11 | Wojciech Dzieduszycki |            | Polský klub      | vláda Maxe Becka                                                                      | 2. června 1906 – 9. listopadu 1907     |          |
| 12 | Dawid Abrahamowicz    |            | Polský klub      | vláda Maxe Becka vláda Richarda Bienertha                                             | 9. listopadu 1907 – 3. března 1909     |          |
| 13 | Władysław Dulęba      |            | Polský klub      | vláda Richarda Bienertha                                                              | 3. března 1909 – 9. ledna 1911         |          |
| 14 | Wacław Zaleski        |            |                  | vláda Richarda Bienertha třetí vláda Paula Gautsche vláda Karla Stürgkha              | 9. ledna 1911 – 19. listopadu 1911     |          |
| 15 | Władysław Długosz     |            | Pol. Str. Ludowe | vláda Karla Stürgkha                                                                  | 19. listopadu 1911 – 26. prosince 1912 |          |
| 16 | Zdzisław Morawski     |            |                  | vláda Karla Stürgkha                                                                  | 26. prosince 1912 – 21. října 1916     |          |
| 17 | Michał Bobrzyński     |            | Polský klub      | druhá vláda E. von Koerbera vláda Heinricha Clam-Martinice                            | 31. října 1916 – 22. června 1917       |          |
| 18 | Juliusz Twardowski    |            |                  | vláda Ernsta Seidlera                                                                 | 23. června 1917 – 25. července 1918    |          |
| 19 | Kazimierz Gałecki     |            |                  | vláda Maxe Hussarka vláda Heinricha Lammasche                                         | 25. července 1918 – 30. října 1918     |          |

### Čeští ministři-krajané ve vládách Předlitavska
| # | Jméno         | Fotografie | Strana          | Vláda                                                                            | Funkční období                        | Poznámky |
| - | ------------- | ---------- | --------------- | -------------------------------------------------------------------------------- | ------------------------------------- | -------- |
| 1 | Alois Pražák  |            | staročeši       | vláda Eduarda Taaffeho                                                           | 13. srpna 1879 – 4. srpna 1892        |          |
| 2 | Antonín Rezek |            |                 | první vláda E. von Koerbera                                                      | 19. ledna 1900 – 10. července 1903    |          |
| 3 | Antonín Randa |            |                 | první vláda E. von Koerbera druhá vláda Paula Gautsche vláda Konrada Hohenloheho | 26. října 1904 – 28. května 1906      |          |
| 4 | Bedřich Pacák |            | mladočeši       | vláda Maxe Becka                                                                 | 2. června 1906 – 9. listopadu 1907    |          |
| 5 | Karel Prášek  |            | čeští agrárníci | vláda Maxe Becka                                                                 | 9. listopadu 1907– 15. listopadu 1908 |          |
| 6 | Jan Žáček     |            | staročeši       | vláda Maxe Becka                                                                 | 15. listopadu 1908– 1. října 1909     |          |

### Němečtí ministři-krajané ve vládách Předlitavska
| # | Jméno                 | Fotografie | Strana               | Vláda                  | Funkční období                      | Poznámky |
| - | --------------------- | ---------- | -------------------- | ---------------------- | ----------------------------------- | -------- |
| 1 | Gandolph von Kuenburg |            | Sjednoc. něm. levice | vláda Eduarda Taaffeho | 2. února 1891 – 27. listopadu 1892  |          |
| 2 | Heinrich Prade        |            | Německá lidová str.  | vláda Maxe Becka       | 2. června 1906 – 9. listopadu 1907  |          |
| 3 | Franz Peschka         |            | němečtí agrárníci    | vláda Maxe Becka       | 9. listopadu 1907 – 30. dubna 1908  |          |
| 4 | Heinrich Prade        |            | Německá lidová str.  | vláda Maxe Becka       | 30. dubna 1908 – 15. listopadu 1908 |          |
| 5 | Gustav Schreiner      |            | němečtí agrárníci    | vláda Maxe Becka       | 15. listopadu 1908 – 22. února 1910 |          |

### Ostatní ministři bez portfeje ve vládách Předlitavska
| # | Jméno                    | Fotografie | Strana                 | Vláda                                     | Funkční období                      | Poznámky                                                              |
| - | ------------------------ | ---------- | ---------------------- | ----------------------------------------- | ----------------------------------- | --------------------------------------------------------------------- |
|   | Johann von Berger        |            |                        | vláda Karla von Auersperga                | 30. prosince 1867 – 15. ledna 1870  |                                                                       |
|   | Joseph Unger             |            | Ústavní strana         | vláda Adolfa von Auersperga               | 26. listopadu 1871 – 15. února 1879 | Řešil legislativní otázky.                                            |
|   | Albert Gessmann          |            | Křesťansko-soc. strana | vláda Maxe Becka                          | listopad 1907 – 21. března 1908     | Příprava vzniku ministerstva veřejných prací.                         |
|   | Josef Maria Baernreither |            |                        | vláda Heinricha Clam-Martinice            | 20. prosince 1916 – 22. června 1917 |                                                                       |
|   | Viktor Mataja            |            |                        | vláda Heinricha Clam-Martinice            | 30. srpna 1917 – 25. července 1918  | Příprava vzniku ministerstva sociální péče.                           |
|   | Ivan Horbaczewski        |            |                        | vláda Ernsta Seidlera vláda Maxe Hussarka | 30. srpna 1917 – 10. srpna 1918     | První Ukrajinec ve vládě. Příprava vzniku ministerstva zdravotnictví. |
|   | Ivan Žolger              |            |                        | vláda Ernsta Seidlera                     | 30. srpna 1917 – 6. května 1918     | První Slovinec ve vládě.                                              |

* Poznámka: V pramenech a databázích mírně kolísá přesná datace počátku a konce funkčního období jednotlivých vlád. Zde všechny údaje /(pokud není výslovně uvedeno jinak) dle publikace kol. aut.: Československé dějiny v datech, Praha 1987.